# 黄康生
黄康生（1952年10月—），贵州册亨人。1971年11月加入中国共产党。中共中央党校科学社会主义专业在职研究生学历。
历任贵州省册亨县委常委、副县长、副书记、代县长、县长，望谟县委书记，黔西南州副州长、州委副书记、州长，贵州省人大常委会副主任等职。2007年4月当选中共贵州省委常委，同年8月任贵州省人民政府副省长。2014年1月当选贵州省政协副主席 。2016年1月，卸任贵州省政协副主席职务。
中国共产党第十七届中央委员会候补委员。